# Etheostoma nigrum
Etheostoma nigrum е вид лъчеперка от семейство Percidae.

## Разпространение
Видът е разпространен в Канада и САЩ.